# Penycloddiau

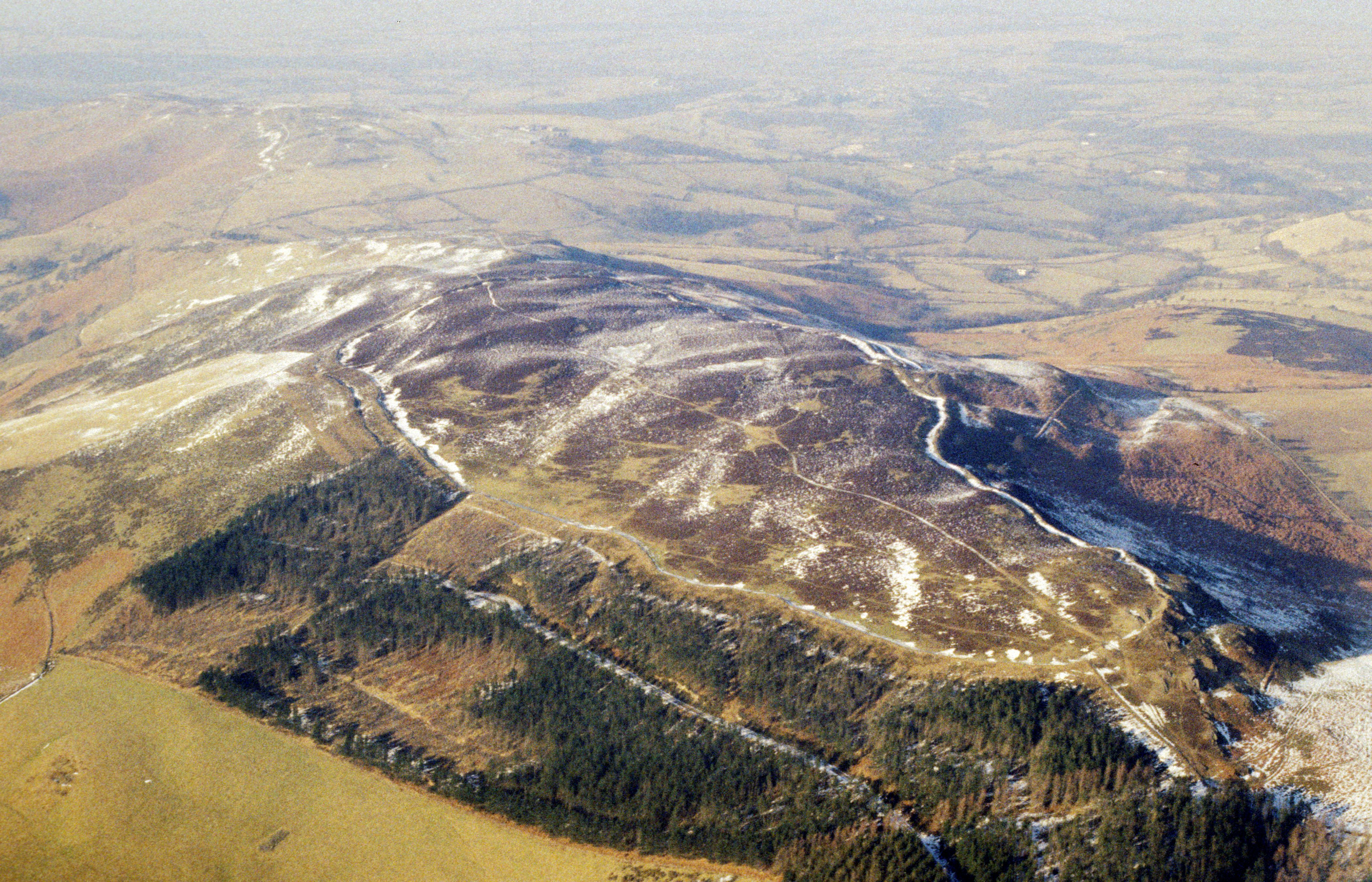
Penycloddiau

Penycloddiau (walisisch: Hügel der Gräben) ist ein 440 m ASL hoher Berg in Flintshire in Wales.

## Hillfort
Das derzeit in Ausgrabung befindliche, etwa 26 ha große Hillfort auf dem Penycloddiau ist das zweitgrößte in Wales. Es wurde etwa 500 v. Chr. errichtet. Es umgibt den ovalen Gipfel eines der größeren Hügel der Clwydian Range. In der Nähe des Gipfels liegt ein bronzezeitlicher Cairn (errichtet um 2000 v. Chr.). Über den Hügel und durch das Hillfort verläuft der Offa’s Dyke. 
Die Hügel ist von breiten Wällen und Gräben umgeben. Am steilen Südhang gibt es nur einen Wall. Im Norden, wo die Steigung weniger stark ist, gibt es mehrere Wälle und Gräben. Frühere Grabungen in der Region legen nahe, dass derart große Hillforts die älteren der beiden Typen von eisenzeitlichen Höhenbefestigungen auf den Britischen Inseln sind. Die Ausgrabungen sollen die Ursprünge der Hügelbefestigungen im Westen Britanniens klären.

Penycloddiau
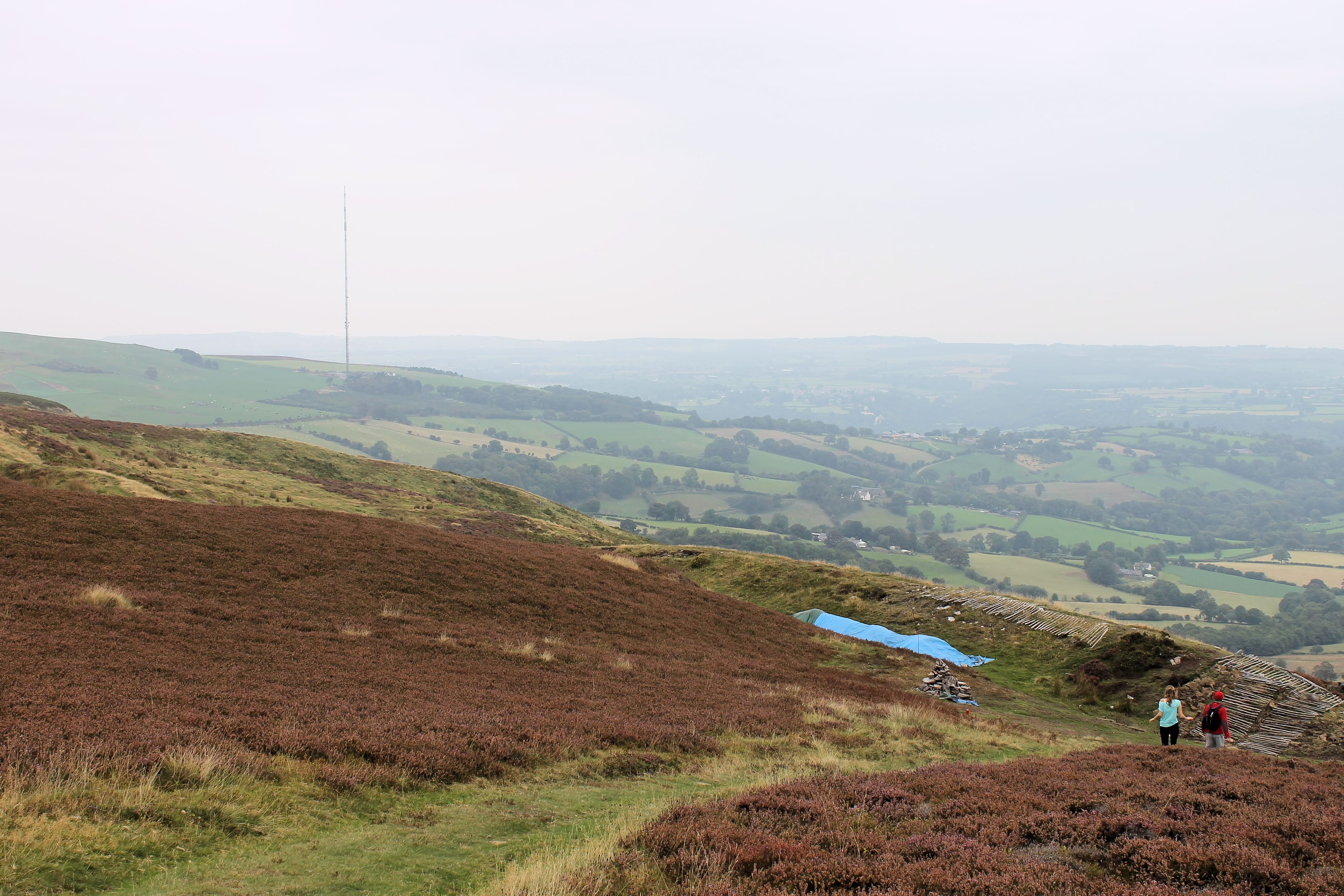
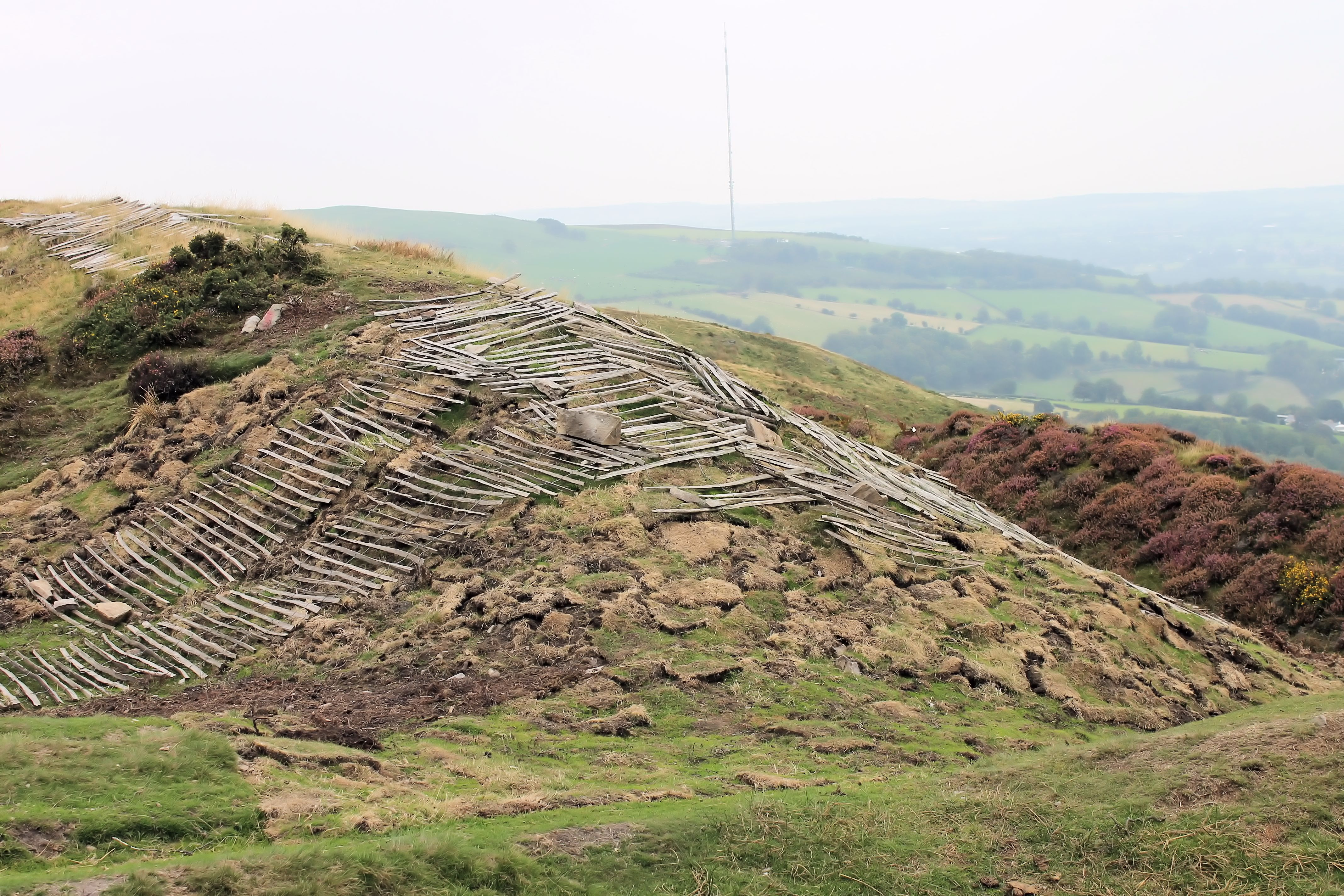
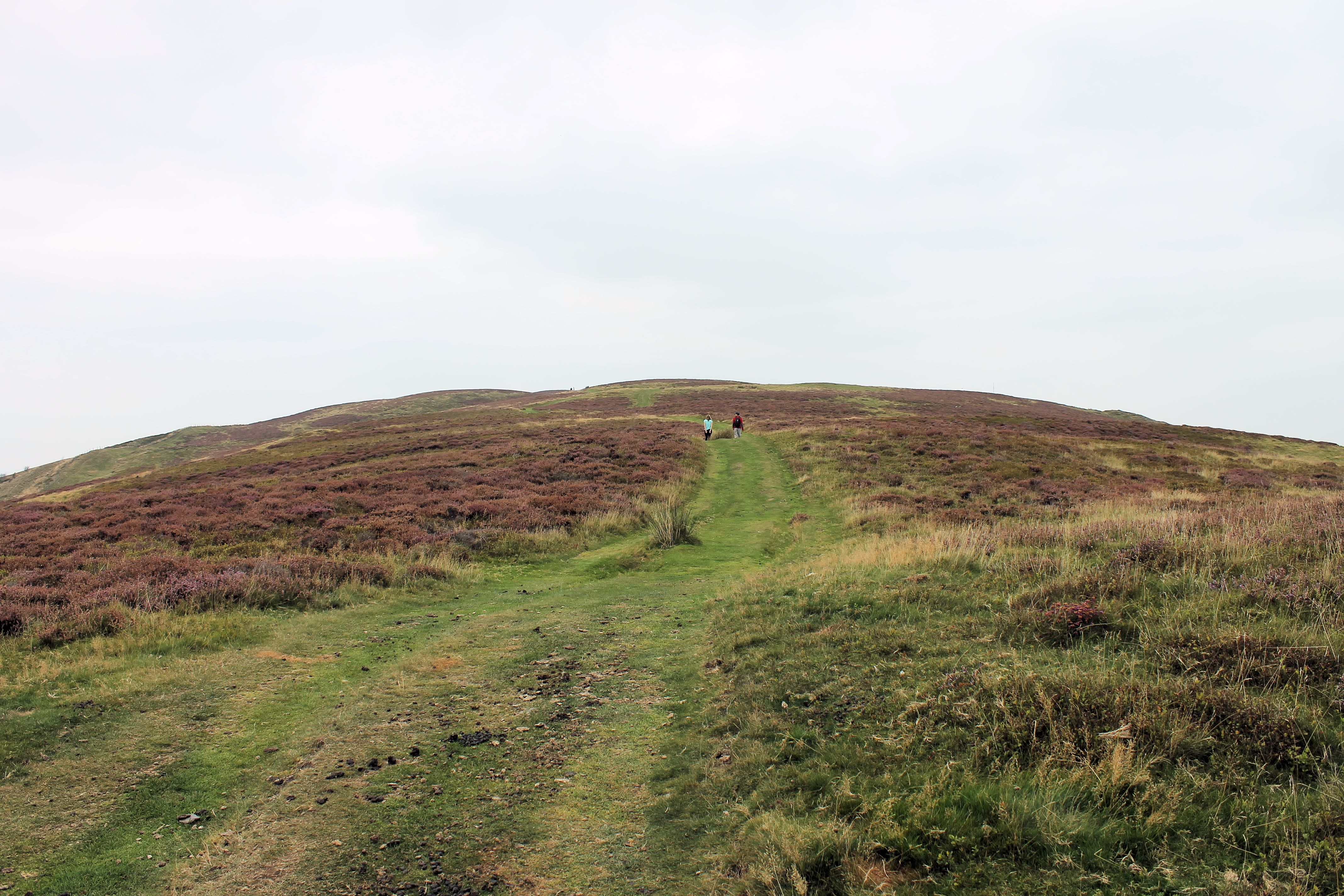
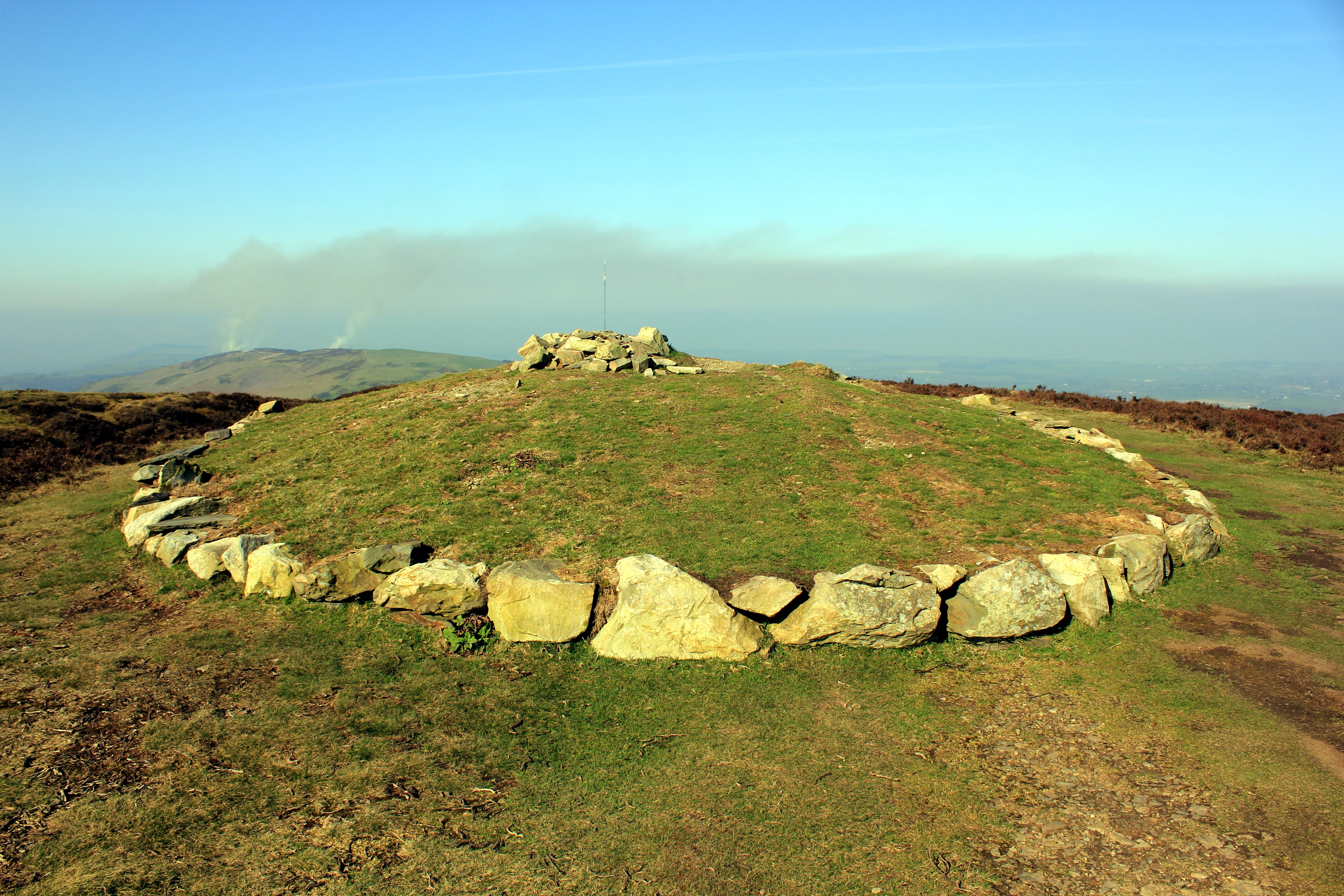
Bronzezeitgrab im Hillfort